# العلاقات السويدية التركية
العلاقات السويدية التركية هي العلاقات الثنائية التي تجمع بين السويد وتركيا.

## مقارنة بين البلدين
هذه مقارنة عامة ومرجعية للدولتين:
| وجه المقارنة                                              | السويد                                                                               | تركيا         |
| --------------------------------------------------------- | ------------------------------------------------------------------------------------ | ------------- |
| المساحة (كم2)                                             | 450.30 ألف                                                                           | 783.56 ألف    |
| عدد السكان (نسمة)                                         | 10.16 مليون                                                                          | 80.14 مليون   |
| الكثافة السكانية (ن./كم²)                                 | 22.56                                                                                | 102.28        |
| العاصمة                                                   | ستوكهولم                                                                             | أنقرة         |
| اللغة الرسمية                                             | اللغة السويدية، لغات السامي، اللغة الفنلندية، منكيلي، اللغة الرومنية، اللغة اليديشية | اللغة التركية |
| العملة                                                    | كرونة سويدية                                                                         | ليرة تركية    |
| الناتج المحلي الإجمالي (بليون دولار)                      | 538.04 مليار                                                                         | 851.10 مليار  |
| الناتج المحلي الإجمالي (تعادل القوة الشرائية) بليون دولار | 469.01 مليار                                                                         | 1.57 تريليون  |
| الناتج المحلي الإجمالي الاسمي للفرد دولار أمريكي          | 50.58 ألف                                                                            | 9.12 ألف      |
| الناتج المحلي الإجمالي للفرد دولار أمريكي                 | 45.30 ألف                                                                            | 19.79 ألف     |
| مؤشر التنمية البشرية                                      | 0.907                                                                                | 0.761         |
| رمز المكالمات الدولي                                      | +46                                                                                  | +90           |
| رمز الإنترنت                                              | .se                                                                                  | .tr           |
| المنطقة الزمنية                                           | توقيت وسط أوروبا، ت ع م+01:00، ت ع م+02:00، أوروبا/ستوكهولم ‏                         | ت ع م+03:00   |

## مدن متوأمة
في ما يلي قائمة باتفاقيات التوأمة بين مدن سويدية وتركية:
- ترتبط كالمار مع سامسون باتفاقية توأمة منذ 26 أبريل 1948.[14][15][16][14]
- ترتبط ستوكهولم مع إسطنبول باتفاقية توأمة.
- ترتبط Karlstad Municipality [الإنجليزية]‏ مع عنتاب باتفاقية توأمة.[17]

## منظمات دولية مشتركة
يشترك البلدان في عضوية مجموعة من المنظمات الدولية، منها:
| علم المنظمة | اسم المنظمة                               | تاريخ انضمام السويد | تاريخ انضمام تركيا |
| ----------- | ----------------------------------------- | ------------------- | ------------------ |
|             | بنك التنمية الآسيوي                       | 1966                | 1991               |
|             | وكالة ضمان الاستثمار متعدد الأطراف        | 12 أبريل 1988       | 3 يونيو 1988       |
|             | منظمة التعاون الاقتصادي والتنمية          | ?                   | ?                  |
|             | الأمم المتحدة                             | 19 نوفمبر 1946      | 24 أكتوبر 1945     |
|             | الوكالة الدولية للطاقة                    | ?                   | ?                  |
|             | الفريق المعني برصد الأرض                  | ?                   | ?                  |
|             | مركز تنسيق الحركة في أوروبا ‏              | ?                   | ?                  |
|             | منظمة حظر الأسلحة الكيميائية              | ?                   | ?                  |
|             | منظمة التجارة العالمية                    | 1995                | 26 مارس 1995       |
|             | منظمة الشرطة الجنائية الدولية             | ?                   | ?                  |
|             | البنك الإفريقي للتنمية                    | ?                   | ?                  |
|             | منظمة الأمن والتعاون في أوروبا            | 25 يونيو 1973       | 25 يونيو 1973      |
|             | مؤسسة التنمية الدولية                     | 24 سبتمبر 1960      | 22 ديسمبر 1960     |
|             | نظام تحكم تكنولوجيا القذائف               | 1991                | 1997               |
|             | يونسكو                                    | 23 يناير 1950       | 4 نوفمبر 1946      |
|             | مجلس أوروبا                               | ?                   | 9 أغسطس 1949       |
|             | اتحاد المدفوعات الأوروبي ‏                 | ?                   | ?                  |
|             | الاتحاد البريدي العالمي                   | ?                   | ?                  |
|             | البنك الدولي للإنشاء والتعمير             | 31 أغسطس 1951       | 11 مارس 1947       |
|             | اتفاقية السماوات المفتوحة                 | ?                   | ?                  |
|             | المنظمة الهيدروغرافية الدولية             | ?                   | ?                  |
|             | الاتحاد الدولي للاتصالات                  | 1866                | 1866               |
|             | مؤسسة التمويل الدولية                     | 20 يوليو 1956       | 19 ديسمبر 1956     |
|             | المنظمة الأوروبية لسلامة الملاحة الجوية   | 1995                | 1989               |
|             | المركز الدولي لتسوية المنازعات الاستشارية | 28 يناير 1967       | 2 أبريل 1989       |
|             | مجموعة أستراليا                           | 1991                | 2000               |
|             | مجموعة الموردين النوويين                  | ?                   | ?                  |

## أعلام
هذه قائمة لبعض الشخصيات التي تربطها علاقات بالبلدين:
- أرغون جانير (3 نوفمبر 1966[28] – )
- أمينة جولشن (ممثلة تركية، 30 أبريل 1993 – )
- أنتوني ييغيت (ملاكم سويدي، 1 سبتمبر 1991 – )
- ايركان زينجين (لاعب كرة قدم سويدي، 5 أغسطس 1985 – )
- إبراهيم بايلان (سياسي سويدي، 15 مارس 1972 – )
- إردين دمير (لاعب كرة قدم سويدي، 27 مارس 1990[29] – )
- إيرول بكر (لاعب كرة قدم سويدي، 25 يناير 1974[30] – )
- فرهاد أياز (لاعب كرة قدم تركي، 10 أكتوبر 1994[31] – )
- ليلى ألاطون (رائدة أعمال تركية، 1961 – )
- محمد قبلان (سياسي سويدي، 18 يوليو 1971 – )
- محمد محمد (لاعب كرة قدم سويدي، 23 ديسمبر 1985[32] – )
- ناهير أويال (لاعب كرة قدم تركي، 17 ديسمبر 1990 – )
- يكسيل أوسمانوفسكي (لاعب كرة قدم سويدي، 24 فبراير 1977[33] – )

## وصلات خارجية
- موقع وزارة الخارجية السويدية
- موقع وزارة الخارجية التركية